# Championnat de France de football de deuxième division 1947-1948
Navigation
Édition précédente Édition suivante
Le Championnat de France de football D2 1947-1948 avec une poule unique de 20 clubs, voit l’attribution du titre à l'Olympique gymnaste club Nice Côte d'Azur, qui accède en première division en compagnie des Sports réunis Colmar.

## Participants

### Informations
| \| Club \| En D1 depuis \| Classement 1946-1947 \| Entraîneur \| Stade \| Capacité \| \| ------------------------ \| ------------ \| -------------------- \| ---------------------------- \| ----------------------------- \| -------- \| \| RC Lens \| 1947 \| 17e (D1) \| Nicolas Hibst \| Stade Bollaert \| \| \| Le Havre AC \| 1947 \| 18e (D1) \| Jean Cornelli \| \| \| \| FC Girondins de Bordeaux \| 1947 \| 19e (D1) \| André Gérard \| Parc Lescure \| \| \| FC Rouen \| 1947 \| 20e (D1) \| Maurice Blondel \| Stade des Bruyères \| \| \| Angers SCO \| 1945 \| 3e \| / André Simonyi Roger Magnin \| Stade Bessonneau \| \| \| US Valenciennes-Anzin \| 1938 \| 4e \| Pierre Parmentier \| Stade Nungesser \| \| \| Lyon OU \| 1946 \| 5e \| \| \| \| \| AS des Charentes \| 1945 \| 6e \| Coldeboeuf \| Stade Camille-Lebon \| \| \| SR Colmar \| 1937 \| 7e \| Charles Nicolas \| Stade des Francs \| \| \| FC Nantes \| 1945 \| 8e \| / Anton Raab \| Stade Malakoff \| \| \| Nîmes Olympique \| 1937 \| 9e \| René Dedieu \| Stade Jean-Bouin \| \| \| AS Avignon \| 1945 \| 10e \| Roger Cabanis \| \| \| \| SA Douai \| 1945 \| 11e \| \| Stade Demeny \| \| \| CA Paris \| 1934 \| 12e \| Maurice Banide \| \| \| \| Amiens AC \| 1945 \| 13e \| Mony Braunstein \| Stade Moulonguet \| \| \| RCFC Besançon \| 1945 \| 14e \| / Louis Dupal \| Stade Léo-Lagrange \| \| \| AS Béziers \| 1945 \| 15e \| \| Parc des Sports de Sauclières \| \| \| AS Troyes-Savinienne \| 1935 \| 16e \| Robert Lacoste \| Stade de l'Aube \| \| \| OGC Nice \| 1945 \| 18e \| / Anton Marek \| Stade du Ray \| \| \| US Le Mans \| 1945 \| 19e \| Émile Rummelhardt \| Stade Léon-Bollée \| \| | Légende Relégué de Division 1 1946-1947 |                      |                              |                               |          |
| Club | En D1 depuis                            | Classement 1946-1947 | Entraîneur                   | Stade                         | Capacité |
| RC Lens | 1947                                    | 17e (D1)             | Nicolas Hibst                | Stade Bollaert                |          |
| Le Havre AC | 1947                                    | 18e (D1)             | Jean Cornelli                |                               |          |
| FC Girondins de Bordeaux | 1947                                    | 19e (D1)             | André Gérard                 | Parc Lescure                  |          |
| FC Rouen | 1947                                    | 20e (D1)             | Maurice Blondel              | Stade des Bruyères            |          |
| Angers SCO | 1945                                    | 3e                   | / André Simonyi Roger Magnin | Stade Bessonneau              |          |
| US Valenciennes-Anzin | 1938                                    | 4e                   | Pierre Parmentier            | Stade Nungesser               |          |
| Lyon OU | 1946                                    | 5e                   |                              |                               |          |
| AS des Charentes | 1945                                    | 6e                   | Coldeboeuf                   | Stade Camille-Lebon           |          |
| SR Colmar | 1937                                    | 7e                   | Charles Nicolas              | Stade des Francs              |          |
| FC Nantes | 1945                                    | 8e                   | / Anton Raab                 | Stade Malakoff                |          |
| Nîmes Olympique | 1937                                    | 9e                   | René Dedieu                  | Stade Jean-Bouin              |          |
| AS Avignon | 1945                                    | 10e                  | Roger Cabanis                |                               |          |
| SA Douai | 1945                                    | 11e                  |                              | Stade Demeny                  |          |
| CA Paris | 1934                                    | 12e                  | Maurice Banide               |                               |          |
| Amiens AC | 1945                                    | 13e                  | Mony Braunstein              | Stade Moulonguet              |          |
| RCFC Besançon | 1945                                    | 14e                  | / Louis Dupal                | Stade Léo-Lagrange            |          |
| AS Béziers | 1945                                    | 15e                  |                              | Parc des Sports de Sauclières |          |
| AS Troyes-Savinienne | 1935                                    | 16e                  | Robert Lacoste               | Stade de l'Aube               |          |
| OGC Nice | 1945                                    | 18e                  | / Anton Marek                | Stade du Ray                  |          |
| US Le Mans | 1945                                    | 19e                  | Émile Rummelhardt            | Stade Léon-Bollée             |          |

### Changements d'entraîneur
| Club                     | Entraîneur partant | Motif du départ | Date de départ | Position    | Entraîneur arrivant | Date d'arrivée   |
| ------------------------ | ------------------ | --------------- | -------------- | ----------- | ------------------- | ---------------- |
| RC Lens                  | / Anton Marek      | ?               | Intersaison    | Intersaison | Nicolas Hibst       | Intersaison      |
| FC Girondins de Bordeaux | Maurice Bunyan     | ?               | Intersaison    | Intersaison | André Gérard        | Intersaison      |
| FC Rouen                 | Ernest Payne       | ?               | Intersaison    | Intersaison | Maurice Blondel     | Intersaison      |
| Angers SCO               | Georges Meuris     | ?               | Intersaison    | Intersaison | / André Simonyi     | Intersaison      |
| Angers SCO               | / André Simonyi    | ?               | Novembre 1947  |             | Roger Magnin        | 23 novembre 1947 |
| US Valenciennes-Anzin    | Arthur Plummer     | ?               | Intersaison    | Intersaison | Pierre Parmentier   | Intersaison      |
| AS des Charentes         | ?                  | ?               | Intersaison    | Intersaison | Coldeboeuf          | Intersaison      |
| CA Paris                 | Roland Lefèvre     | ?               | Intersaison    | Intersaison | Maurice Banide      | Intersaison      |
| Amiens AC                | Pierre Illiet      | ?               | Intersaison    | Intersaison | Mony Braunstein     | Intersaison      |
| RCFC Besançon            | Irrigaray          | ?               | Intersaison    | Intersaison | / Louis Dupal       | Intersaison      |
| AS Troyes-Savinienne     | Émile Rummelhardt  | ?               | Intersaison    | Intersaison | Robert Lacoste      | Intersaison      |
| OGC Nice                 | Jean Lardi         | ?               | Intersaison    | Intersaison | / Anton Marek       | Intersaison      |
| US Le Mans               | Mony Braustein     | ?               | Intersaison    | Intersaison | Émile Rummelhardt   | Intersaison      |

### Localisation
| \| Angers SCO US Valenciennes-Anzin Lyon OU AS des Charentes SR Colmar FC Nantes AS Avignon Nîmes Olympique SA Douai CA Paris Amiens AC RCFC Besançon AS Béziers AS Troyes-Savinienne OGC Nice US Le Mans Le Havre AC RC Lens FC Girondins de Bordeaux FC Rouen \| Localisation des clubs engagés en Division 2. |
| Angers SCO US Valenciennes-Anzin Lyon OU AS des Charentes SR Colmar FC Nantes AS Avignon Nîmes Olympique SA Douai CA Paris Amiens AC RCFC Besançon AS Béziers AS Troyes-Savinienne OGC Nice US Le Mans Le Havre AC RC Lens FC Girondins de Bordeaux FC Rouen                                                     |

## Compétition

### Classement
| Rang | Équipe                     | Pts | J  | G  | N  | P  | Bp  | Bc  | Diff |
| ---- | -------------------------- | --- | -- | -- | -- | -- | --- | --- | ---- |
| 1    | OGC Nice                   | 58  | 38 | 26 | 6  | 6  | 109 | 36  | +73  |
| 2    | SR Colmar                  | 52  | 38 | 23 | 6  | 9  | 83  | 43  | +40  |
| 3    | Le Havre AC R              | 50  | 38 | 22 | 6  | 10 | 77  | 40  | +37  |
| 4    | FC Rouen R                 | 49  | 38 | 19 | 11 | 8  | 69  | 42  | +27  |
| 5    | FC Girondins de Bordeaux R | 45  | 38 | 18 | 9  | 11 | 77  | 47  | +30  |
| 6    | Lyon OU                    | 43  | 38 | 19 | 5  | 14 | 71  | 59  | +12  |
| 7    | Angers SCO                 | 43  | 38 | 19 | 5  | 14 | 70  | 64  | +6   |
| 8    | RC Lens R                  | 41  | 38 | 15 | 11 | 12 | 71  | 52  | +19  |
| 9    | Amiens AC                  | 41  | 38 | 18 | 5  | 15 | 70  | 72  | -2   |
| 10   | US Valenciennes-Anzin      | 40  | 38 | 16 | 8  | 14 | 76  | 63  | +13  |
| 11   | FC Nantes                  | 38  | 38 | 16 | 6  | 16 | 79  | 81  | -2   |
| 12   | RCFC Besançon              | 37  | 38 | 15 | 7  | 16 | 69  | 72  | -3   |
| 13   | Nîmes Olympique            | 35  | 38 | 13 | 9  | 16 | 68  | 67  | +1   |
| 14   | SA Douai                   | 33  | 38 | 13 | 7  | 18 | 56  | 84  | -28  |
| 15   | AS des Charentes           | 29  | 38 | 11 | 7  | 20 | 58  | 105 | -47  |
| 16   | AS Béziers                 | 28  | 38 | 9  | 10 | 19 | 52  | 79  | -27  |
| 17   | AS Troyes-Savinienne       | 27  | 38 | 9  | 9  | 20 | 56  | 101 | -45  |
| 18   | US Le Mans                 | 25  | 38 | 8  | 9  | 21 | 50  | 74  | -24  |
| 19   | CA Paris                   | 24  | 38 | 10 | 4  | 24 | 60  | 77  | -17  |
| 20   | AS Avignon                 | 22  | 38 | 9  | 4  | 25 | 42  | 104 | -62  |

Promotions et relégations
- Montée en Division 1 1948-1949
- Rétrogradation administrative en DH 1948-1949

## Statistiques

### Buteurs
| Rang | Buteur               | Club                     | Buts | MJ |
| ---- | -------------------- | ------------------------ | ---- | -- |
| 1    | Henri Arnaudeau      | FC Girondins de Bordeaux | 28   | 26 |
| 2    | Walter De Cecco      | US Valenciennes-Anzin    | 25   |    |
| -    | Dominique Ruff       | OGC Nice                 | 25   |    |
| 4    | Roger Defossé        | Amiens AC                | 21   |    |
| 5    | Désiré Carré         | OGC Nice                 | 20   |    |
| -    | Roland Tylipski      | OGC Nice                 | 20   |    |
| 7    | Guy Campiglia        | Le Havre AC              | 19   |    |
| 8    | Slobodan Alempijevic | AS des Charentes         | 18   |    |
| -    | Lévy-Aron Nino       | Angers SCO               | 18   | 23 |

## Bilan de la saison

### Promotions/relégations
À l’issue de ce championnat :
| Promotions et relégations | Promotions et relégations |
| ------------------------- | ------------------------- |
| Relégués en D2            | Olympique alésien         |
| Relégués en D2            | Red Star OA               |
| Promus en D1              | OGC Nice                  |
| Promus en D1              | SR Colmar                 |
| Relégués en DH            | AS des Charentes          |
| Relégués en DH            | AS Avignon                |
| Promus en D2              | AS Monaco FC              |
| Promus en D2              | SC Toulon                 |

### Effectif des champions de France de D2
| Joueur              | Poste     | Matches | Buts |
| ------------------- | --------- | ------- | ---- |
| Paul Altavelle      | Gardien   |         |      |
| Pierre Angel        | Gardien   |         |      |
| Alex Million        | Gardien   |         |      |
| James Poncet        | Gardien   |         |      |
| Constant Emmanuelli | Défenseur |         |      |
| Mohamed Firoud      | Défenseur |         |      |
| Marcel Frey         | Défenseur |         |      |
| / Anton Marek       | Défenseur |         |      |
| Désiré Carré        | Milieu    |         | 20   |
| Jean Gielly         | Milieu    |         |      |
| / Esteban Gomez     | Milieu    |         |      |
| Mohamed Nemeur      | Milieu    |         |      |
| Léon Rossi          | Milieu    |         |      |
| Roger Sabena        | Milieu    |         |      |
| François Fassone    | Attaquant |         |      |
| Renato Marchiaro    | Attaquant |         |      |
| Paul Perez          | Attaquant |         |      |
| René Raphy          | Attaquant |         |      |
| Dominique Ruff      | Attaquant |         | 25   |
| Roland Tilipsky     | Attaquant |         | 20   |
| Joaquín Valle       | Attaquant |         |      |